# Lukáš Tomek
Lukáš Tomek (* 16. března 1970) je český sportovní novinář a šéfredaktor deníku Sport.
Zároveň stojí v čele webové stránky www.isport.cz a vede i Sport Magazín, Nedělní Sport a fotbalový měsíčník Sport Góóól.
Sportovní publicistice se věnuje už od roku 1993, kdy ještě studoval na Pedagogické fakultě UK v Praze. Poté nastoupil do sportovní redakce Lidových novin, kterou od roku 1999 vedl. Jeho doménou byl především lední hokej a tenis. V roce 2004 se stal zástupcem šéfredaktora deníku Sport, od května 2009 pak jeho šéfredaktorem.
Pod jeho vedením vznikl v roce 2011 první integrovaný sportovní newsroom v České republice, který kontinuálně připravuje obsah pro deník, nedělník, sportovní magazíny, webový portál i aplikace. Od roku 2014 také unikátně zpracovává videoobsah z nejvyšší fotbalové soutěže a z hokejové extraligy. Pod jeho vedením také Sport a iSport začaly projekt běžeckých závodů iSportLife a také výrazně vstoupily do světa eSportu. Od roku 2018 pořádají turnaje a ligy ve hrách FIFA, Counter Strike či Dota. 
Lukáš Tomek se zúčastnil olympijských her v Naganu 1998 a Salt Lake City 2002 a řady mezinárodních sportovních klání včetně šesti světových šampionátů v hokeji. 